# Головний конус

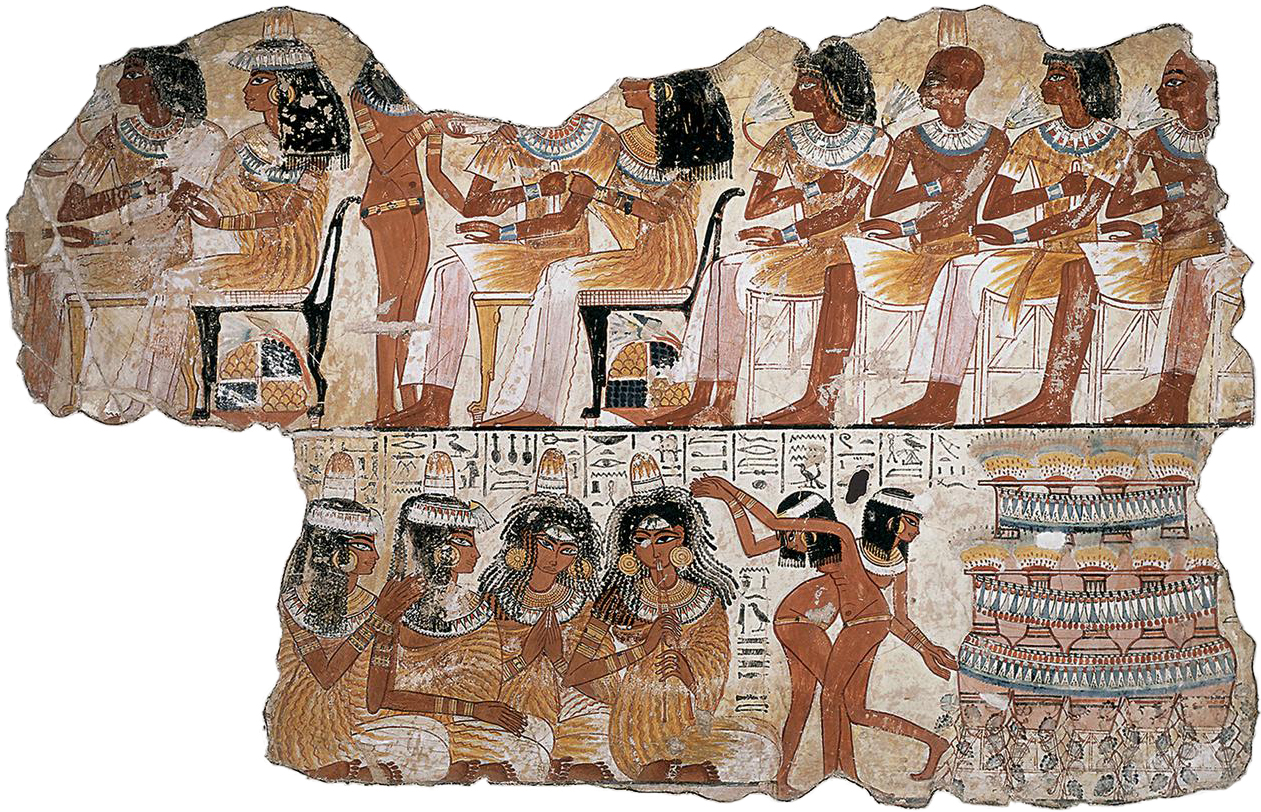
Гості бенкету в головних конусах і бурштинового відтінку головних шишках, картина з гробниці Небамуна, бл. 1350 до н. е., зараз у Британському музеї

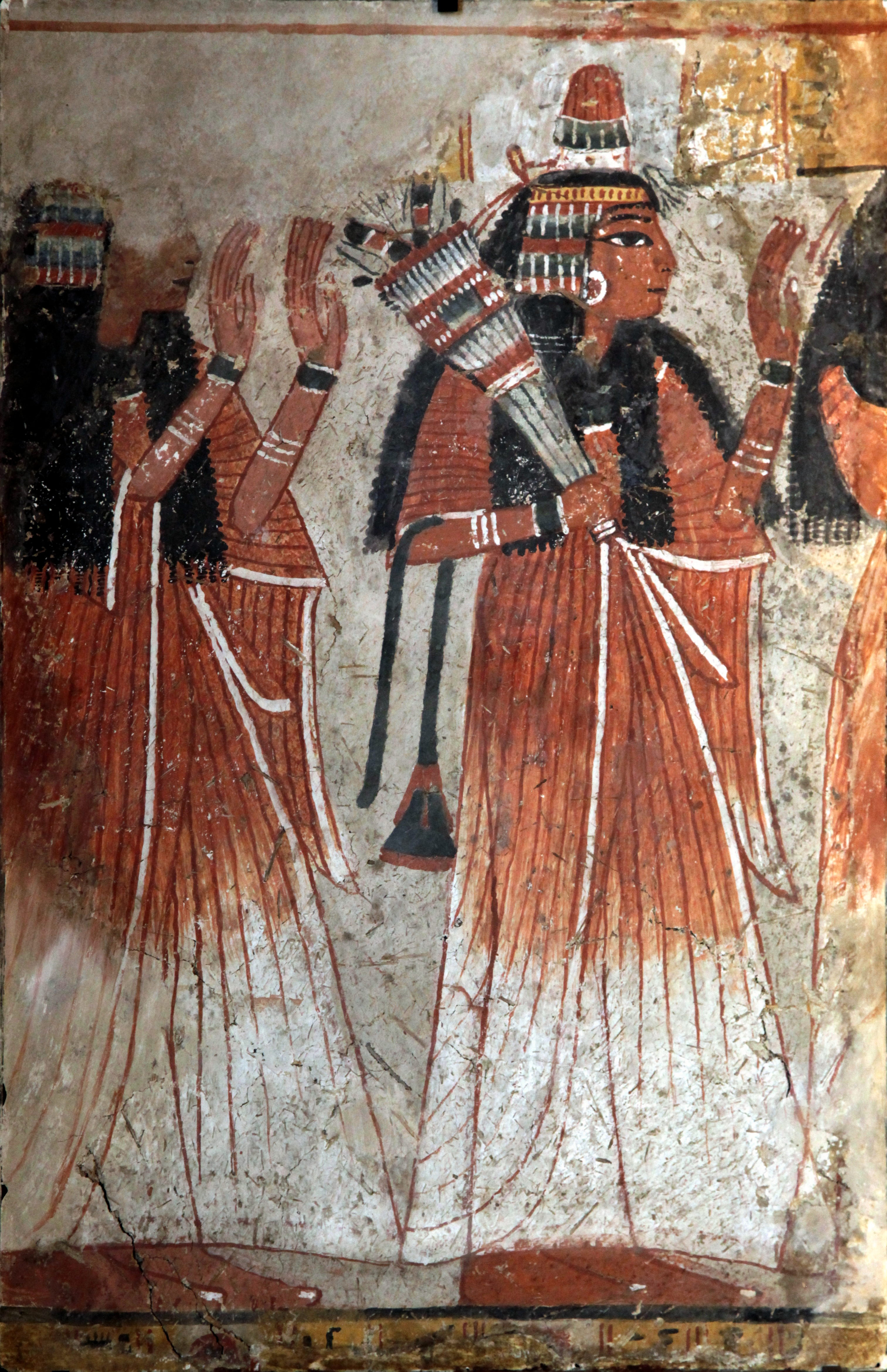
Картина XIII століття до н. е., на якій зображено жінок у церемоніальному вбранні, принаймні одна з парфумерним конусом

Конуси на голову, парфумерні конуси, воскові конуси, були типом конічної прикраси, яку носили на голові в стародавньому Єгипті. Вони часто зображуються на картинах і барельєфах тієї епохи, але не були знайдені як археологічні докази до 2009.

## Функція
Парфумерні конуси, імовірно, виготовлялися із суміші масел, смол і жиру та містили мирру. Зображення епохи показують людей, які носять їх на перуках або на поголених головах. Повільне танення конусів через тепло тіла поширювало б аромат.

## Конус на голові
Людей, які носять конуси, часто зображують у довгій напівпрозорій сукні, а в деяких випадках — у кілті, складка якої перекинута на ліве плече. За кольором плаття часто нагадує саму шишку. Спідниця сукні біла, а верхня частина помаранчевого або бурштинового кольору. Через помаранчеву частину та руки людини іноді малюють чіткі лінії та завивки, а нижня частина помаранчевої частини часто закінчується смугастим візерунком, який, здається, зникає на білій частині сукні.
Як чоловіки, так і жінки, які носять шишку, майже завжди носять пов’язку з орнаментом, що проходить попереду та з боків голови, із шнурком, що обертається навколо спини. Подібну смугу іноді можна побачити навколо самого конуса. Квітка лотоса драпірується на передній частині пов’язки або іноді виступає з передньої частини стрічки чи самого конуса. У деяких випадках, коли на голові немає квітки лотоса, її можна побачити в руці власника біля обличчя. Оскільки ці випадки зображені поряд з іншими людьми, які носять квітку, можна припустити, що власник зняв квітку, щоб понюхати її.
На кількох зображеннях, де кілька сидячих жінок супроводжують молоді оголені дівчата, можна побачити, що одна чи дві жінки не носять пов’язки на голові. З рук дівчат звисають білі смужки, і можна припустити, що дівчата роздають стрічки. Інші дівчата несуть шишки в руках, доглядаючи за жінками.

## Зображення
Перше відоме зображення парфумерних конусів датується правлінням Хатшепсут у сценах бенкету чи похорону. Відтоді їх часто можна побачити в сценах поклоніння та похорону. Починаючи з третього проміжного періоду, їхнє зображення обмежується сценою поклоніння.
Форма конусів змінюється протягом 18-ї та 19-ї династій, що є підмогою для датування робіт. З 20-ї династії зображення конусів стає схематичним.

## Галерея
|                                                  |
| Woman wearing a perfume cone, circa 1422–1411 BC |

|                                                |
| Musician wearing a perfume cone, circa 1400 BC |

|                                                                                |
| Priest Renpetmaa wearing a perfume cone, worshipping Re-Harachte, circa 900 BC |

|                                      |
| Painting of Lady Tjepu, 1390–1353 BC |

|                                                  |
| Musician wearing a perfume cone playing the lyra |

|                                            |
| Woman wearing a perfume cone, 1350–1300 BC |

## Дивись також
- Твердий парфум